# Roupov
Roupov är en ort i Tjeckien.   Den ligger i regionen Plzeň, i den västra delen av landet, 100 km sydväst om huvudstaden Prag. Roupov ligger 423 meter över havet och antalet invånare är 243.
Terrängen runt Roupov är platt åt nordväst, men åt sydost är den kuperad. Runt Roupov är det ganska tätbefolkat, med 179 invånare per kvadratkilometer. Närmaste större samhälle är Klatovy, 16,2 km söder om Roupov. I omgivningarna runt Roupov växer i huvudsak blandskog.